# Свети Атанасий (Юдово)
Вижте пояснителната страница за други значения на Свети Атанасий.
„Свети Атанасий Велики“ (на македонска литературна норма: „Свети Атанасиј“) е възрожденска църква в кичевското село Юдово, Северна Македония. Църквата е част от Кичевското архиерейско наместничество на Дебърско-Кичевската епархия на Македонската православна църква – Охридска архиепископия.
Църквата е гробищен храм, разположен в южната част на селото. Изградена е в 1845 година. Иконостасът е от 1874 година и според данните в църковните книги е осветена в 1863 година. Иконостасът и фреските са от 1902 година. Иконите са дело на Кръстьо Николов и сина му Русалим Кръстев от Лазарополе.